# Micropyropsis tuberosa
Micropyropsis tuberosa là một loài thực vật có hoa trong họ Hòa thảo. Loài này được Romero Zarco & Cabezudo mô tả khoa học đầu tiên năm 1983.